# Matões
Matões é um município brasileiro do estado do Maranhão. Sua população, baseada na estimativa de 2022 do IBGE, era de 32.174 habitantes. Localiza-se no Leste Maranhense e faz parte da Região do Médio Parnaíba.

## História e Geografia
Os primeiros registros mostram que missionários jesuítas, partindo de Aldeias Altas (atual Caxias), adentraram o sertão maranhense. A ocupação foi impulsionada pela concessão de sesmarias e pelo desbravamento liderado pelo sertanista Manoel José de Assunção, que se estabeleceu no sítio São José, na gleba Atoleiro, dando início ao núcleo populacional.
A localização estratégica do povoado, situado em uma rota de passagem entre colonizadores vindos de Jerumenha (Piauí) e dos sertões de Pastos Bons, favoreceu seu crescimento. O fluxo constante de viajantes estimulou atividades comerciais, consolidando a região como um ponto de relevância econômica e social.
Formação administrativa
Fundado com distrito de São José dos Matões, pela lei provincial nº 13, de 08 de maio de 1835. Tornou-se Vila de São José dos Matões, pela lei nº 616, de 06 de julho de 1863. Sede na antiga vila de São José dos Matões. 
Constituído do distrito sede. Pela lei provincial nº 698, de 02-06-1864, transfere a sede da vila de São José dos Matões para a povoação de São José de Cajazeiras. Pela lei provincial nº 880, de 04-06-1870, a sede volta para a povoação de São José dos Matões. Em divisão administrativa referente ao ano de 1911, o município é constituído do distrito sede. Assim permanecendo em divisões territoriais datadas de 31-XII-1936 e 31-XII-1937. Pelo decreto-lei estadual nº 820, de 30-12-1943, o município de São José dos Matões passou a denominar-se simplesmente Matões. Por Ato das Disposições Constitucionais Transitórias do Estado de 28-07-1947, o município Matões chamar-se Parnarama mudança de sede e Matões rebaixado à condição de distrito. Em divisão territorial datada de 01 de julho de 1950, Matões figura como distrito de Parnarama. Elevado novamente à categoria de município com a denominação de Matões, pela lei estadual nº 849, de 30-12-1952, desmembrado de Parnarama. Sede no atual distrito de Matões. Constituído do distrito sede.  Em divisão territorial datada de 01 de julho de 1960, o município é constituído do distrito sede. Assim permanecendo em divisão territorial até os dias de hoje.
Mudanças de sede
São José dos Matões para a povoação de São José de Cajazeiras, transferida, pela lei provincial nº 698, de 02-06-1864. São José de Cajazeiras para São José dos Matões, transferida pela lei provincial nº 880, de 04-06- 1870. 
Alteração toponímica municipal
São José dos Matões para Matões, alterado pelo decreto-lei estadual nº 820, de 30-12-1943.

## Geografia
Localizado na mesorregião Leste Maranhense na microrregião dos cocais. Matões integra com os municípios de Timon, Caxias, Parnarama e a margem esquerda do rio Parnaíba com o município de  Nazária (PI). Possui uma área de 1 858,007  quilômetros quadrados. Dista de São Luís, a capital do estado, 463,3 quilômetros. O Município é ligado  pela MA 040, MA 226, MA 034. Dentre os 217 municípios maranhense Matões é um dos cinquenta mais populosos do Maranhão.
De acordo com o Instituto Brasileiro de Geografia e Estatística, em 2022 a população total do município era de 32 174 habitantes. Um pouco mais da metade da população vive na zona rural do município, onde trabalha na produção agrícola que mantém a economia local, especialmente a produção de arroz. Entre os minérios, existem a areia, a pedra seixo.
Para se chegar à cidade, vindo de Teresina, tem que atravessar o Rio Parnaíba de Balsa ou Pontão, passando então para a cidade de Parnarama e então percorre mais 23 km de estrada asfaltada, totalizando (108 km). Outra forma seria saindo de Timon por duas vias: entroncamento da Br 226 -Timon a Presidente Dutra- via Santa Luzia(111 km)  ou MA 040 Beira rio- via Barra da ininga (81 km), ambas por estrada de piçarra estação seca e atoleiro na chuvosa. Outra forma é vindo de Caxias por estrada asfaltada percorrendo pela MA 034 e 226 percorrendo (103 km).
População ordeira e hospitaleira e berço de importante nomes da literatura, política e educação.
Alguns Bairros de Matões: Alto Seriema, Centro, Lagoa, Mangueira, Alto Alegre, Oiteiro da Cruz, Matadouro, Santa Helena, Taioba, Rubelândia, Bacurí, Conjunto João Coutinho, Residencial Nova Matões I e II, Piçarreira.
Alguns povoados de Matões: Santa Luzia, Barra da Ininga, União, Atoleiro, Santo Antônio, Novo Estado, Galos, Mucambo do Ferro, Mandacaru, Centro do Diamante, Pedreiras, Quilombo, Marinheiro e Sítio e Trabalhosa.

## Economia
Agricultura
Já na Agricultura, podemos destacar o arroz, a soja, o milho entre outros de subsistência e no setor de serviços a maior parte da renda.
Extrativismo vegetal
No extrativismo vegetal destacam-se as madeiras de lei, pau d'arco, cedro, aroeira, candeia, jatobá, sucupira, andiroba e bacuri, usadas na fabricação de móveis, construções e artesanatos. Já no extrativismo animal, as espécies são variadas, sendo que algumas estão em extinção: veado, paca, cutia, peba, tatu, guariba, macaco, capivara e porco-do-mato. Entre as aves em extinção destacam-se a seriema, a ema, o jacu e o curió.
Turismo
Ainda destaca-se, como fonte econômica, o turismo no balneário Lagoa do Rosendo ( Lagoa do Rubens), Balneário Catitu no leito do Rio Parnaíba e Lagoa da Cana Brava. No verão, após o esvaziamento da cheia, precisamente no mês de Agosto esses pontos são propícios para o banho. 
Durante o período Junino a principal atração é o Arraial Luar do Sertão que já chega  ao  24.º Encontro de Folguedos de Matões, com destaque para o concurso de quadrilhas Municipais , sendo os grupos de quadrilhas Fogaréu Junino, Raio de Luz e Rei do Kangaço os principais representantes local. O Arraial fica localizado no centro da cidade na praça Lula Pereira.
Outra tradição são os festejo do Divino Espírito Santo é uma das festas mais tradicionais do município de Matões, existindo há mais de 170 anos e reúne anualmente um grande número de fiéis. Como forma de incentivar o turismo na cidade e geração de renda, a prefeitura de Matões criou o Matões Fest, dentro do festejo no ano de 2003, onde já ultrapassa  a 15° edição, onde conta com a presença de grandes bandas do circuito estadual e nacional; além de movimentar o comércio local, através de Pousadas, Hotéis, Lojas locais.

## Cultura
Hino
Durante a gestão do Prefeito Ferdinando Coutinho, mais precisamente no ano de 2019, Matões passou a ter oficialmente o seu HINO. Na ocasião os Vereadores Antonio Maria (Tote) e Igleses Brandão apresentaram o projeto de Lei que dispunha sobre a Oficialização do HINO DE MATÕES que fora feito por dois filhos da Terra obedecendo todos os critérios necessários para que de fato a obra pudesse ser indicada e aceita como o hino Oficial da Cidade ! Após analise criteriosa de todos os vereadores, o projeto foi aprovado por unanimidade e mandado para o então prefeito sancionar.
Religiosidade
A religiosidade está presente em vários ambiente, como no Santuário Divino Espirito Santo, que foi construído a centenas de anos e reformado nas ultimas décadas, onde ocorre o tradicional festejo do Divino onde possui uma  praça em torno da Igreja e uma estátua simbólica do santo, além palco da Concha Acústica, possui também a Igreja Matriz, localizada no centro da cidade. Como também nas religiões evangélicas, tais como: assembleias, quadrangulares, entre diversas denominações. A mesma se encontra em campos da COMADESMA, CIADSETA, entre outros.

## Infraestrutura
Saúde
Dispõe de um hospital e três unidade mista de saúde, na zona urbana: Hospital Divino espirito Santo, SAMU-Serviço de Atendimento Móvel de Urgência, CAPES. e diversas clinicas particulares.
Os hospitais dispõem dos seguintes equipamentos: Análise clínico, eletrocardiograma fonado, Raio X e ultra-sonografia, podendo fazer os seguintes tratamentos: obstétrico, cesariano, laqueadura, ortopedia, otorrino, urologia, leperectomia, apendiclomia, laparotomia, herniarriafias, fisioterapia, ortopedia, ginecologia.
O município dispõe ainda de tratamentos feitos pelo Sistema Único de Saúde (SUS), cirurgias, obstétrico, Raio X, odontologia, exames laboratoriais, ultrassonografias, pré-natal, eletrocardiograma, prevenção do câncer do colo do útero, próstata e hanseníase.

Educação
Atualmente, a rede de escolas compreende a zona urbana e rural de Matões. Sendo delas 3 escolas estaduais de Ensino Médio e três escolas privadas na sede do município.

Na educação superior, o Instituto de Ensino Superior Múltiplo atende a diversos alunos  nos cursos de Licenciatura e Bacharelado em Educação Física, Pedagogia, Letras, além de especializações. O Instituto Estadual de Educação, Ciência e Tecnologia do Maranhão-IEMA , a unidade plena Matões está situado nos arredores do residencial Nova Matões II. O mesmo oferece  cursos técnicos em: Técnico em Agropecuária, Técnico em Eletroeletrônica, Técnico em Manutenção e Suporte em Informática em forma integrada, Técnico em Energias Renováveis  (ensino médio mais o curso técnico).